# Sernica
Sernica – dawniej drewniane pomieszczenie do przechowywania i suszenia serów, zazwyczaj występujące w dworach szlacheckich. Było ono zazwyczaj kwadratowe, przykryte słomą lub gontami, wsparte na jednym słupie albo też na czterech słupach, do dyspozycji była również drabina. Jej opis znajduje się w IX księdze Pana Tadeusza, w której odegrała rolę w walce.